# Tournoi de football féminin de la région du Molise 2006
Le tournoi de football féminin de la région de Molise 2006 est organisé en Italie dans la province d'Isernia, en mars 2006.
La compétition réunit 3 équipes féminines : l'Italie, le Japon et l'Écosse.
Il s'agit de l'unique édition de cette compétition.

## Compétition
| Équipe | J | V | N | D | BM | BE | DB | Pts |
| ------ | - | - | - | - | -- | -- | -- | --- |
| Italie | 2 | 2 | 0 | 0 | 5  | 0  | +5 | 6   |
| Japon  | 2 | 1 | 0 | 1 | 4  | 1  | +3 | 3   |
| Écosse | 2 | 0 | 0 | 2 | 0  | 8  | -8 | 0   |

     Équipe ; Pts = points; J = joués; G = gagnés; N = nuls; P = perdus;

Bp = buts pour; Bc = buts contre; Diff = différence de buts
| Date         | Lieu          | Équipe | Résultat | Adversaire |
| ------------ | ------------- | ------ | -------- | ---------- |
| 8 mars 2006  | Molise Italie | Italie | 4 - 0    | Écosse     |
| 10 mars 2006 | Molise Italie | Japon  | 4 - 0    | Écosse     |
| 10 mars 2006 | Molise Italie | Italie | 1 - 0    | Japon      |

## Classement des buteurs
2 buts
- Elisabetta Tona : x2  Écosse

1 but
- Teresina Lina Marsico : 1  Écosse
- Elisa Comporese : 1  Écosse
- Yuki Sakai : 1  Écosse
- Homare Sawa : 1  Écosse
- Kozue Ando : 1  Écosse
- Eriko Arakawa : 1  Écosse
- Chiara Gazzoli : 1  Japon